# 星空の南十字星
「星空の南十字星」（ほしぞらのサザンクロス）は、日本のロックミュージシャンである柳ジョージが、1982年3月25日にワーナー・パイオニア / Atlantic Recordからリリースしたソロデビューシングルである。

## 解説
1981年に、ロックバンド『柳ジョージ&レイニーウッド』が解散後、初となるソロシングルとして発売された。
表題曲の「星空の南十字星」は、ファーストアルバム『GEORGE』の先行シングルで、MBS・TBS系木曜座『さりげなく憎いやつ』の主題歌に使用された。

## 収録曲
| 全作曲: 柳ジョージ、全編曲: 長島進・知久光康。 |                    |                      |            |      |
| #                                              | タイトル           | 作詞                 | 作曲・編曲 | 時間 |
| 1.                                             | 「星空の南十字星」 | 水甫杜司・柳ジョージ | 柳ジョージ | 5:07 |
| 2.                                             | 「涙をふいて…」    | 柳ジョージ           | 柳ジョージ | 4:46 |
| 合計時間:                                      | 合計時間:          | 合計時間:            | 9:53       |      |